# Park Ridge (Illinois)
Park Ridge ist eine Stadt (mit dem Status „City“) im Cook County im Nordosten des US-amerikanischen Bundesstaates Illinois. Das U.S. Census Bureau hat bei der Volkszählung 2020 eine Einwohnerzahl von 39.656 ermittelt.
Park Ridge ist Bestandteil der Metropolregion Chicago.

## Geografie
Park Ridge liegt im nordwestlichen Vorortbereich von Chicago am östlichen Ufer des Des Plaines River, einem der beiden Quellflüsse des in den Mississippi mündenden Illinois River. Die Stadt liegt auf 42°00′43″ nördlicher Breite und 87°50′30″ westlicher Länge und erstreckt sich über 18,36 km². Park Ridge liegt überwiegend in der Maine Township, erstreckt sich aber auch in die Leyden und die Norwood Park Township.
Benachbarte Orte von Park Ridge sind Glenview (an der nördlichen Stadtgrenze), Morton Grove (7,9 km nordöstlich), Niles (an der östlichen und nordöstlichen Stadtgrenze), das Stadtgebiet von Chicago (an der südöstlichen Stadtgrenze), Harwood Heights und Norridge (an der südlichen Stadtgrenze), Rosemont (an der südwestlichen Stadtgrenze) sowie Des Plaines (an der westlichen Stadtgrenze).
Das Stadtzentrum von Chicago befindet sich 26,2 km südöstlich, nach Rockford sind es 121 km in westnordwestlicher Richtung, Wisconsins Hauptstadt Madison liegt 219 km nordwestlich und nach Milwaukee sind es 123 km in nördlicher Richtung.

## Verkehr

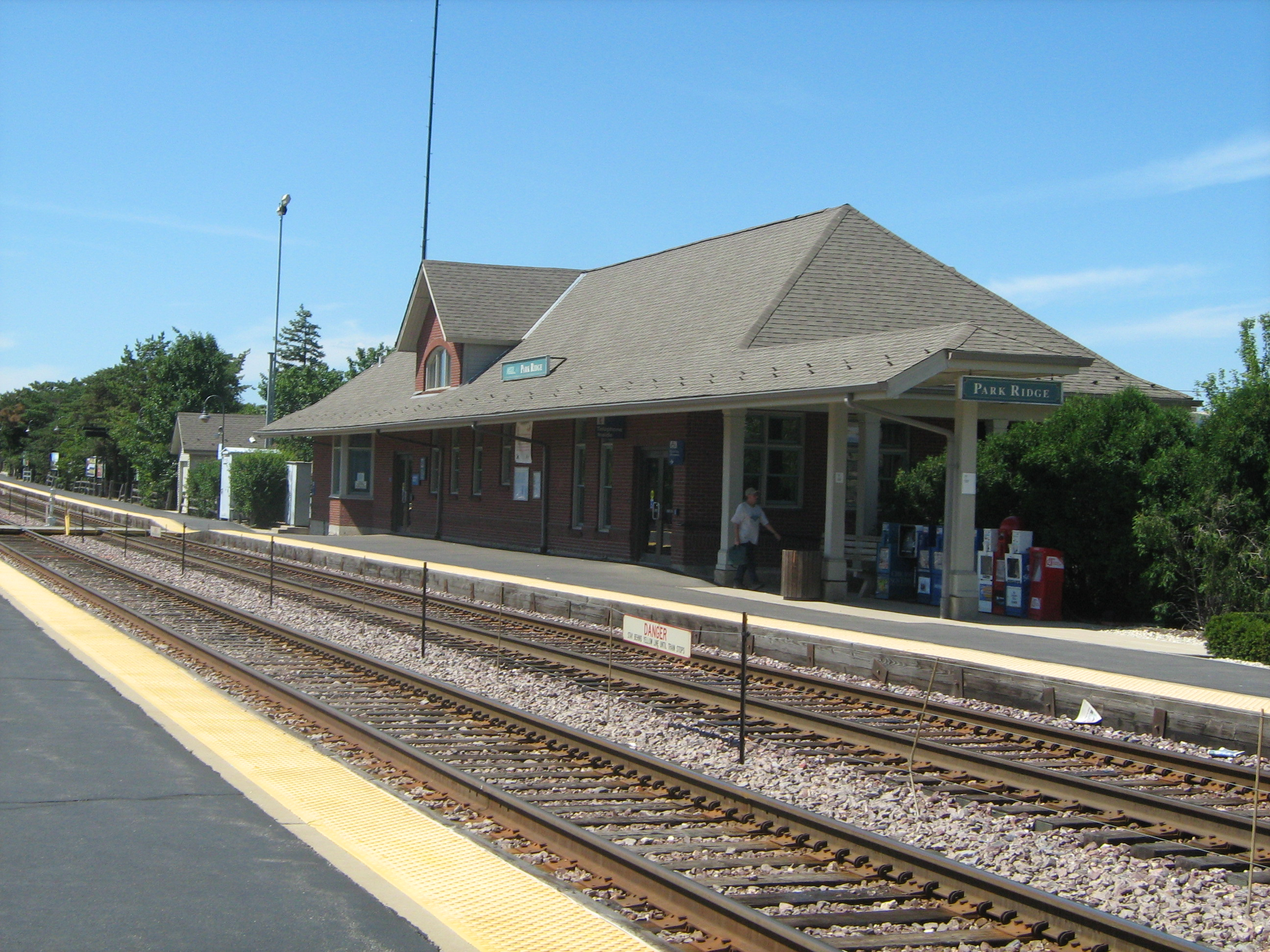
METRA-Station Park Ridge

Entlang des westlichen Stadtrandes von Park Ridge verläuft die Interstate 294, die nördlich der Stadt auf die Interstate 94 trifft und die schnellste Verbindung von Chicago nach Milwaukee bildet. Der südliche Rand von Park Ridge wird von der Interstate 90 gebildet, dem mit 4958 km längsten Interstate Highway des Landes. Am südlichen Stadtrand von Park Ridge befindet sich an der Einmündung in die Illinois State Route 72 der nördliche Endpunkt der Illinois State Route 171. Alle weiteren Straßen sind untergeordnete Fahrwege sowie innerstädtische Verbindungsstraßen.
Mit der Union Pacific/Northwest Line führt eine Linie der METRA, einem mit einer deutschen S-Bahn vergleichbaren Nahverkehrssystem des Großraums Chicago, durch das Zentrum von Park Ridge. Innerhalb der Stadt existieren mit Park Ridge und Dee Road zwei Haltepunkte der METRA.
Der O’Hare International Airport von Chicago befindet sich 9,5 km südwestlich von Park Ridge.

## Demografische Daten
Nach der Volkszählung im Jahr 2010 lebten in Park Ridge 37.480 Menschen in 14.118 Haushalten. Die Bevölkerungsdichte betrug 2041,4 Einwohner pro Quadratkilometer. In den 14.118 Haushalten lebten statistisch je 2,62 Personen.
Ethnisch betrachtet setzte sich die Bevölkerung zusammen aus 93,4 Prozent Weißen, 0,5 Prozent Afroamerikanern, 0,1 Prozent amerikanischen Ureinwohnern, 3,7 Prozent Asiaten sowie 1,0 Prozent aus anderen ethnischen Gruppen; 1,3 Prozent stammten von zwei oder mehr Ethnien ab. Unabhängig von der ethnischen Zugehörigkeit waren 4,7 Prozent der Bevölkerung spanischer oder lateinamerikanischer Abstammung.
24,4 Prozent der Bevölkerung waren unter 18 Jahre alt, 57,2 Prozent waren zwischen 18 und 64 und 18,4 Prozent waren 65 Jahre oder älter. 52,1 Prozent der Bevölkerung war weiblich.
Park Ridge ist ein wohlhabender Vorort von Chicago. Das mittlere jährliche Einkommen eines Haushalts lag bei 90.177 USD. Das Pro-Kopf-Einkommen betrug 43.766 USD. 2,9 Prozent der Einwohner lebten unterhalb der Armutsgrenze.

## Bekannte Bewohner
- Craig Anderson (* 1981) – Eishockeytorwart, geboren in Park Ridge[4]
- Karen Black (1939–2013) – Schauspielerin, geboren und aufgewachsen in Park Ridge[5]
- John Bowler (* 1984), Basketballspieler, geboren in Park Ridge
- Dave Butz (1950–2022) – Footballspieler, besuchte die Schule in Park Ridge[6]
- John Alden Carpenter (1876–1951) – Komponist, geboren in Park Ridge[7]
- Hillary Clinton (* 1947) – von 2009 bis 2013 67. US-Außenministerin, wuchs in Park Ridge auf[8]
- Gary Cole (* 1956) – Schauspieler, geboren in Park Ridge[9]
- Danny Corkill (* 1974) – Schauspieler, geboren in Park Ridge
- Harrison Ford (* 1942) – Schauspieler, besuchte die Schule in Park Ridge
- Bill Hybels (* 1951) – Gründer und Pastor der Willow Creek Community Church, war 1974–1975 Jugendpastor in Park Ridge
- Randy Hultgren (* 1966) – republikanischer Abgeordneter des US-Repräsentantenhauses, geboren in Park Ridge[10]
- Dan Kotowski (* 1967) – demokratischer Senator in Illinois[11]
- Lindsay McPhail (1895–1965) – Komponist und Pianist
- Michael Olson (* 1966) – katholischer Bischof von Fort Worth, geboren in Park Ridge
- Ray Ozzie (* 1955) – Programmierer und Manager, wuchs in Park Ridge auf[12]
- John Pankow (* 1954) – Schauspieler, wuchs in Park Ridge auf[13]
- Peter Skoronski (* 2001) – American-Football-Spieler, geboren in Park Ridge
- Carrie Snodgress (1945–2004) – Schauspielerin, geboren in Park Ridge
- Deanna Stellato-Dudek (* 1983) – Eiskunstläuferin, geboren in Park Ridge